# Black hat
De term black hat wordt in de informatica gebruikt om een persoon of praktijk aan te duiden die te kwader trouw is (malafide). Het kan dan gaan om een hacker die inbreekt op computers of netwerken, of computervirussen schrijft of verspreidt. De uit het Engels afkomstige term is ontleend aan de slechterik of valsspeler uit westernfilms, die een zwarte hoed op heeft, terwijl de held van het verhaal een witte hoed draagt.

## Black hat-hackers
Black hat-hackers zijn computerkrakers, gespecialiseerd in onbevoegde penetratie van informatiesystemen. Ze gebruiken computers om systemen aan te vallen uit winstbejag, of gewoon voor het plezier. Deze en soortgelijke penetraties vereisen dat er data worden aangepast of vernietigd, zonder toestemming. Zij verspreiden ook computervirussen, internetwormen en spam, bijvoorbeeld door het gebruik van botnets.

## Zoekmachine-optimalisatie
De term wordt ook geassocieerd met de zoekmachine-optimalisatie-industrie (SEO). Black hat-SEO-technieken, ook bekend als spamdexing, trachten zoekresultaten te beïnvloeden door te verwijzen naar specifieke pagina's op een manier die tegen de richtlijnen van zoekmachines in gaat. White hat-tactieken proberen ook de resultaten te beïnvloeden, maar blijven daarbij binnen de richtlijnen, zodat hun technieken wel geaccepteerd worden door zoekmachines.